# أوديتاري
طه عثمان أحمد المعروف مهنيًا باسم أوديتاري، هو مغني راب ومغني وكاتب أغاني ومنتج تسجيلات أمريكي. بدأ إنتاج وإصدار الموسيقى في سن 13. أصبحت موسيقاه مشهورة على تيك توك في عام 2023 ووصلت أغانيه إلى المراكز العشرة الأولى في مخطط تصنيف أغاني الرقص الإلكترونية وحصلت كل منها على شهادة ذهبية من قبل جمعية صناعة التسجيلات الأمريكية.

## سيرته
وُلِد طه عثمان أحمد في هيوستن، تكساس، وهو من أصل فلسطيني. يمتلك والده خدمة ركن السيارات، حيث عمل عثمان لمدة ثلاث سنوات قبل أن يتم تسريحه من قبل والده أثناء جائحة كوفيد-19. بدأ إنتاج وإصدار موسيقى الراب على الساوند كلاود في سن 13 عامًا  باستخدام جهاز نيتف إنسترمنتس الذي قدمه له والديه، وأنتج لاحقًا إيقاعات الفخ بدءًا من عام 2016. قبل أن يبدأ العمل في مجال الموسيقى، كان يعمل في ستاربكس، لكنه ترك العمل بسبب إدمانه على عقار زاناكس في ذلك الوقت.
الاسم الفني لعثمان، أوديتاري، هو اندماج اسم عائلته، أوديه، مع اسم مطور ألعاب الفيديو أتاري. أصدر أوديتاري أغنيته المنفردة الأولى " Good Loyal Thots " في مارس 2023. أثناء عمله كمدرس بديل في مدرسة ثانوية في هيوستن في عام 2023، أصبحت موسيقى أوديتاري شائعة على تيك توك بسبب مقاطع الفيديو الخاصة به من مقاطع صوتية مزيفة لشخصيات ألعاب الفيديو، والتي استخدمت أغانيه في الخلفية. بعد طرده من المدرسة الثانوية، بدأ في إصدار الأغاني على ساوند كلاود بشكل متكرر واستخدامها في مقاطع الفيديو الخاصة به على تيك توك. أصبحت أغنيته " اضطراب الشخصية النرجسية " أول أغنية له تظهر في القائمة عندما ظهرت لأول مرة في المرتبة 11 على قائمة تصنيف أغاني الرقص الإلكترونية في أبريل 2023، كما أصبحت أول ظهور له ضمن أفضل 10 أغاني على القائمة في الشهر التالي.
قدم أوديتاري أول أداء حي له في يونيو 2023 في مدينة نيويورك. في يوليو 2023، أصدر أول ألبوم له بعنوان 3×3 ، وهو تعاون مع منتج التسجيلات النيوزيلندي 9lives، ووقع عقد تسجيل متعدد الألبومات مع Artist Partner Group. بعد فترة وجيزة من توقيعه، أنشأت الشركة حساب سبوتيفاي ثانيًا لريمكسات الأغاني السريعة والبطيئة، بالإضافة إلى الموسيقى الآلية تحت اسم أوديتاري. لقد تصدر قائمة كتاب الأغاني الرقص / الإلكترونية لمدة 17 أسبوعًا بحلول سبتمبر 2023. أصدر أول ألبوم له بعنوان XIII Sorrows ، في 13 سبتمبر 2023. تم إصدار EP لاحقًا كـ LP على الموقع الرسمي لـ Artist Partner Group. تم إصدار ريمكس تريبي ريد لأغنيته الفردية التعاونية " I Love You Hoe " مع 9lives في أكتوبر 2023. طوال عام 2023، ظهرت 11 أغنية من أغانيه في قائمة أغاني الرقص الإلكترونية.
تم إصدار إي بيه الخاص بـأوديتاري، Door to Dusk، في ديسمبر 2023 مع حفل إصدار أقيم على روبلوكس. لديه أكثر من مليوني متابع على تيك توك. بعد خطأ في الاعتمادات الخاصة بأغنية " الشتاء الأبرد"، تعاون أوديتاري مع هونغجونج من أتيز في أغنية " SMB "، والتي واجهت ردود فعل عنيفة بسبب الجدل الذي أعقب كونها أغنية مسيئة لشركة بيغ هيت إنترتينمنت.

## نمطه الموسيقي
وُصفت موسيقى أوديتاري بأنها موسيقى إلكترونية راقصة وموسيقى سيجيلكور، وهي نوع موسيقي صغير يجمع بين موسيقى البلاج والهايبربوب. أشار أوديتاري إلى موسيقاه باسم "أوديكور". وقد وصفها بأنها "موسيقى الزعيم النهائي". كتب إيثان شانفيلد من مجلة فارايتي أن أغانيه تجمع بين "ألحان الراب المرتفعة، والإيقاعات المزعجة، وإيقاعات النوادي المهددة" وأنها "مصممة خصيصًا لجمهور شاب مفرط التحفيز" نظرًا لقصر مدتها. كتبت كاتي باين لمجلة بيلبورد أن موسيقاه كانت "محمومة ومذهلة وغريبة، وكل ذلك يعطي شعورًا وكأنك في حفلة صاخبة داخل الإنترنت"، كما وصف الموسيقى المقطوعة والمفرومة وموسيقى ترافيس سكوت بأنها مصدر إلهام لموسيقاه.

## ديسكوغرافيا

### المسرحيات الممتدة
| عنوان                | تفاصيل                                                                                               |
| -------------------- | --- |
| 3×3                  | - تاريخ الإصدار: 12 يوليو 2023 - العلامة: مجموعة شركاء الفنانين - الصيغة: تنزيل رقمي، بث مباشر       |
| الأحزان الثالثة عشر  | - تاريخ الإصدار: 13 سبتمبر 2023 - العلامة: مجموعة شركاء الفنانين - الصيغة: LP ، تنزيل رقمي، بث مباشر |
| باب إلى الغسق        | - تاريخ الإصدار: 6 ديسمبر 2023 - العلامة: مجموعة شركاء الفنانين - الصيغة: تنزيل رقمي، بث مباشر       |
| استمر // قضمة الصقيع | - تاريخ الإصدار: 17 يوليو 2024 - العلامة: مجموعة شركاء الفنانين - الصيغة: تنزيل رقمي، بث مباشر       |
| فاريا 0.5            | - تاريخ الإصدار: 3 يونيو 2025 - العلامة: مجموعة شركاء الفنانين - الصيغة: تنزيل رقمي، بث مباشر        |

### أغاني فردية
| عنوان                                     | سنة  | مواقع لذروة في الرسم البياني | الألبوم |
| عنوان                                     | سنة  | نحن الرقص                    | الألبوم |
| ----------------------------------------- | ---- | ---------------------------- | ------- |
| "ارتقي إلى المستوى الأعلى!"               | 2024 | —                            |         |
| " مليونير "                               | 2024 | 43                           |         |
| "أخبرني بالأكاذيب"                        | 2024 | —                            |         |
| "Up Freestyle" (9lives featuring Odetari) | 2025 | —                            |         |

### أغاني أخرى مصنفة ومعتمدة
| عنوان                | سنة  | مواقع الذروة في الرسم البياني | الشهادات      | الألبوم                              |
| عنوان                | سنة  | نحن الرقص                     | الشهادات      | الألبوم                              |
| -------------------- | ---- | ----------------------------- | ------------- | ------------------------------------ |
| " البيانات المنومة " | 2023 | 17                            | - RIAA: الذهب | الأحزان الثالثة عشر                  |
| " باب الغسق "        | 2023 | 36                            |               | باب إلى الغسق                        |
| "البيانات المنومة"   | 2023 | 34                            |               | الأحزان الثالثة عشر (مزيج أوديكورور) |